# Daidzeína
A daidzeína é um composto de isoflavona, como genisteína, presente em  plantas e ervas como o tailandês Kwao krua ou Pueraria mirifica. Ela também pode ser encontrada em culturas de células de Maackia amurensis.

## Proliferação celular

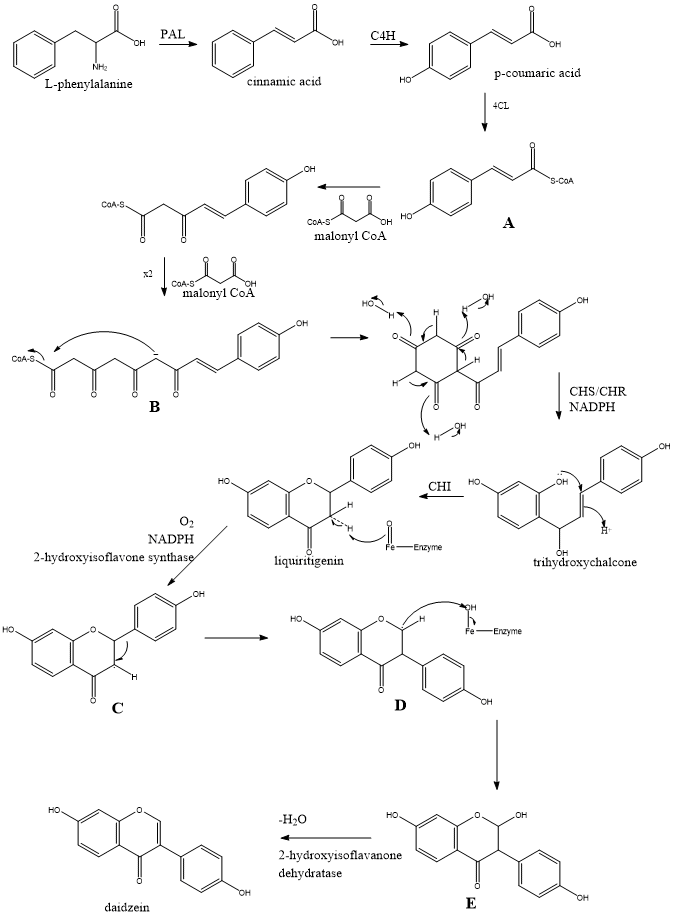
Biossíntese sugerida de daidzeína